# Больцано-Вічентіно
Больцано-Вічентіно (італ. Bolzano Vicentino, вен. Bolzàn Vicentìn) — муніципалітет в Італії, у регіоні Венето, провінція Віченца.
Больцано-Вічентіно розташоване на відстані близько 420 км на північ від Рима, 60 км на захід від Венеції, 8 км на північний схід від Віченци.
Населення — 6547 осіб (2014).

## Демографія
Населення за роками:

Станом на 1 січня 2023 року в муніципалітеті офіційно проживало 406 іноземців з 45 країн, серед них 82 громадяни країн Євросоюзу та 14 громадян України.

## Сусідні муніципалітети
- Брессанвідо
- Монтічелло-Конте-Отто
- Куїнто-Вічентіно
- Сан-П'єтро-ін-Гу
- Сандриго
- Віченца